# Кермадек (острови)
Острови Кермадек (на английски: Kermadec Islands) са група острови в югозападната част на Тихия океан. Владение на Нова Зеландия.
| Название на остров, (английско изписване) | Площ км2 | Население (2006 г.) | Координати                                                      | Откривател (дата и година на откриване)  |
| ----------------------------------------- | -------- | ------------------- | --------------------------------------------------------------- | ---------------------------------------- |
| остров Къртис (Curtis)                    | 0,59     | необитаем           | 30°33′ ю. ш. 178°34′ з. д. / 30.55° ю. ш. 178.566667° з. д.     | Уилям Север (31 май 1788)                |
| остров Маколи (Macauley)                  | 3,06     | необитаем           | 30°14′ ю. ш. 178°26′ з. д. / 30.233333° ю. ш. 178.433333° з. д. | Уилям Север (31 май 1788)                |
| скала л`Есперанс (l'Esperance)            | 0,05     | необитаем           | 31°26′ ю. ш. 178°54′ з. д. / 31.433333° ю. ш. 178.9° з. д.      | Жозеф Антуан д'Антрекасто (15 март 1793) |
| остров Раул (Raoul)                       | 29,38    | необитаем           | 29°15′ ю. ш. 177°55′ з. д. / 29.25° ю. ш. 177.916667° з. д.     | Жозеф Антуан д'Антрекасто (16 март 1793) |
| остров Чийзман (Cheeseman)                | 0,08     | необитаем           | 30°32′ ю. ш. 178°34′ з. д. / 30.533333° ю. ш. 178.566667° з. д. | Уилям Север (31 май 1788)                |

Островите са разположени на 800 – 1000 км на североизток от Нова Зеландия и на повече от 1200 км югозападно от архипелага Тонга. Открити са на 31 май 1788 от английския морски капитан Уилям Север, а са кръстени на лейтенант Жан-Мишел Юон дьо Кермадек, участник в експедицията на Жозеф Антуан д'Антрекасто от 1791 до 1794 г.
Архипелагът се състои от един голям остров Раул, 3 малки и няколко скали и плитчини с обща площ 33 км2. На запад от островите се намира море Фиджи, а на изток е дълбоководната падина Кермадек. На остров Раул се издига връх с височина 525 m. Климатът е тропичен с преход към субтропичен. Средна температура на най-топлия месец февруари – 23 °C, а на най-студения август – 16 °C. Островите са покрити с тропически и субтропически гори, има и ендемични видове (Metrosideros kermadecensis, Myrsine kermadecensis). По островите гнездят големи колонии от морски птици.
До 1934 г. островите са били населени с полинезийци, които в началото на XX в. са наброявали до 8000 души. След това населението е изслено и островите са превърнати в природен резерват. Сега населението на островите е няколко души, които са персоналът на научната станция на остров Раул.